# Le Rêve (roman)
Pour les articles homonymes, voir Le Rêve.
 (mai 2019).
Le Rêve est un roman d'Émile Zola publié en 1888, le seizième volume de la série Les Rougon-Macquart. 
Zola y aborde le thème de la religion, mais de façon beaucoup moins violente et polémique qu'il ne l'avait fait dans La Conquête de Plassans ou La Faute de l'abbé Mouret[non neutre]. Cette fois-ci, il s'intéresse à la foi populaire et au renouveau du mysticisme dans la société française de la seconde moitié du XIXe siècle.

## Résumé
Le roman comprend 14 chapitres.
L'histoire se passe dans le Val-d'Oise, dans une ville appelée Beaumont-sur-Oise (Zola s'est largement inspiré de Cambrai pour décrire cette ville). La description de Beaumont-sur-Oise est précise, avec la ville haute ancienne et la ville basse plus moderne. La ville est accessible par la gare du Nord. L'héroïne est Angélique Rougon, fille de Sidonie Rougon et d'un père inconnu (elle est née quinze mois après le décès du mari de sa mère). Dès sa naissance, elle a été placée par la sage-femme à l'Assistance publique, puis confiée à une nourrice dans la Nièvre, à une fleuriste, et enfin aux Rabier, une famille de tanneurs qui la maltraitent. Une nuit de Noël, elle décide de fuir les Rabier et est recueillie par un couple de brodeurs, les Hubert, qui l'ont découverte transie, adossée à un pilier de la cathédrale de Beaumont. Cette famille très pieuse (ils confectionnent des broderies pour les vêtements et ornements ecclésiastiques) vit dans une toute petite maison adossée à la cathédrale. Angélique, qui est devenue la pupille des Hubert, montre beaucoup d’application et de goût pour la broderie. En même temps, elle lit et découvre La Légende dorée, un ouvrage qui va changer sa vie d’adolescente. Elle s'identifie aux martyres, rêve d'avoir le même destin glorieux qu’elles, guettant par la fenêtre l’apparition qui va changer sa vie. Cette apparition se présente finalement sous la forme d'un charmant jeune homme, Félicien, peintre-verrier qu'elle identifie à saint Georges descendu de son vitrail. L'amour naît entre eux, mais leurs familles s'opposent à leur mariage : d'un côté, Hubertine, sa mère adoptive, qui s'est mariée malgré l'interdiction de sa mère avec Hubert et qui estime en avoir été punie par le fait qu'elle ne peut avoir d'enfant, ne veut pas d'un mariage dicté par la passion. Il en va de même pour le père de Félicien, Monseigneur d'Hautecœur, entré dans les ordres à la suite du décès de sa femme et devenu évêque. Finalement, voyant qu'Angélique se consume peu à peu devant cette interdiction, les deux familles consentent au mariage. Cependant, Angélique meurt à la sortie de l’église, après avoir donné à Félicien son premier et dernier baiser.

## Personnages
Les personnages principaux du roman sont Angélique et Félicien. On retrouve aussi les Hubert, famille de substitution d'Angélique, et Monseigneur d'Hautecœur, père de Félicien et évêque de la cathédrale de Beaumont, qui sont des personnages importants de l'œuvre.

### Angélique
Angélique est l'héroïne du roman, elle est orpheline, après avoir été abandonnée par sa mère Sidonie, qui fait partie de la famille Rougon-Maquart (chapitre II, p. 50). Elle a été recueillie par une sage-femme, Mme Foucart (p. 49, l. 606-607) qui s'est occupée d'elle. Elle a été placée par la suite dans plusieurs familles avant de se retrouver chez les Hubert (chapitre I, p. 20-22). Elle a un problème mental qui la fait halluciner. De ce fait, elle n'arrive pas à discerner le vrai du faux. Elle est amoureuse de Félicien, malgré les différents obstacles qui s'opposent à leur amour.
En ce qui concerne son apparence, le jour où Angélique s'est enfuie, elle « était vêtue de loques, la tête enveloppée d'un lambeau de foulard, les pieds nus dans de gros souliers d'homme » (chapitre I, l.16-18). Puis « par les trous des gros souliers d'homme, on voyait ses petits pieds meurtris » (chapitre I, l.190-191). Elle était vêtue d'une « mince robe [qui] dessinait la rigidité de ses membres » (chapitre I, l.191-192).
En ce qui concerne son comportement, au début du roman, Angélique paraît calme, douce et gentille. « Et l'enfant ne se reculait plus, emportée comme une chose, les dents serrées, les yeux fermés [...], d'une légèreté de petit oiseau » (chapitre I, l.168-171). Par la suite, on constate un changement de personnalité chez elle. Elle devient défensive pour protéger un livre qui lui était cher : « un livre cartonné qu'elle cachait sur sa peau même » (chapitre I, p. 19, l. 227-228). « L'enfant violente, se leva, se débattit ; et, dans une lutte, elle écarta le bras » (chapitre I, p. 19, l. 226-227). Angélique fait ensuite preuve de combativité : « un tel orgueil impuissant, une telle passion d'être la plus forte soulevait son corps de petite femme » (chapitre I, p. 20, l. 246-247). Les autres personnages remarquent aussi son changement de comportement : « Ils ne reconnaissaient plus la gamine blonde aux yeux couleur de violette [...] les yeux étaient devenus noirs dans [sa] face méchante » (chapitre I, p. 20, l. 246-250).
Angélique a été adoptée par les Hubert : « désormais Angélique allait vivre chez eux, elle était la plus voisine de la cathédrale » (chapitre II, p. 27, l. 27-28). Elle a ainsi été mise à part de la société. Elle n'a plus eu de contact avec l’extérieur. Angélique a vécu par la suite une vie très religieuse : « elle ne sortait que le dimanche, pour aller entendre la messe de sept heures » (chapitre II, p. 27, l. 50-51).

### Félicien
Félicien est l'un des personnages principaux du livre.
En ce qui concerne son apparence : avec « ses cheveux bouclés de jeune dieu » (p. 94, l. 61) et « son teint [...] très blanc » (p. 94, l. 81,82), il a su plaire à Angélique. Il était beau : « grand, mince » (p. 149, l. 253), blond, « avec sa barbe fine » (p. 94, l. 60). Il avait un « nez droit, un peu fort et [d'yeux] noirs, d'une douceur hautaine » (p. 149, l. 253,254). « Son visage, si blanc » (p. 97, l. 150) « se colorait à la moindre émotion (...), tout le sang de ses veines lui montait à la face » (p. 94, l. 81, l. 83).
En ce qui concerne son caractère, le jeune homme était très expressif. Toutes les émotions, « colère[,] tendresse » (p. 94, l. 82) ou timidité, se marquaient sur son visage. « Il était timide, embarrassé de ses mains, bégayant des ordres » (p. 95, l. 85) à son collègue de travail en la présence d'Angélique. En voulant se rapprocher de la jeune fille, de façon maladroite, il « [n'osa] se retourner dans [un] mortel embarras » (p. 95, l. 99-100). « [En la voyant,] accoudée, il devenait inquiet, tâchait de se rapprocher d'elle » (p. 103, l. 330-331). C'était un « enfant timide » avant tout (p. 97, l. 151).
En plus d'être timide, il était aussi sensible, « naïf et croyant » (p. 134, l. 239). En effet, « ignorant de tout » (p. 95, l. 88), il crut chaque parole qu'Angélique lui délivrait : sa vie, ses envies... Il était « sensible à cette musique humaine, car l'inflexion caressante sur certaines syllabes lui mouillait les yeux » (p. 99, l. 223-224).
Sous ce caractère se cachait aussi un homme de pulsion, de colère. En effet, « Félicien marqua bientôt quelques impatience » (p. 103, l. 328) en attendant de voir la jeune fille à sa fenêtre et d'attendre. Un soir, poussé par « son audace croissante » (p. 104, l.359), « il arriv[a] violent, jeté aux résolutions folles » (p. 131, l.164). « Il s'était dit qu'il la voulait [...] malgré ses cris » (p. 132, l. 174,175).
Félicien était aussi déterminé à conquérir sa bien aimée, même en étant « jeune, [une vingtaine d'années], si bon, si doux [et] si bien élevé » (p. 106, l. 404-405). Lorsque la jeune fille laissa tomber sa camisole dans la Chevrote, « l'air brave [...], il entra dans l'eau, [et] il sauva [la camisole] » (p. 96, l. 117-118).
De plus, il était même prêt à mentir sur sa condition sociale. Zola a écrit qu'il « mentait : [...] il n'était pas pauvre, [...] il se cachait sous ce vêtement d'ouvrier, [...] toute cette histoire pour pénétrer jusqu'à elle » (p. 113, l. 110, 113). En réalité, se cachant sous sa couverture d'« ouvrier » (p. 94, l.55) et de « peintre verrier » (p. 98 l. 185), il était haut placé dans la société. En effet, il était « fils de monseigneur » (p. 155, l. 418), « Félicien VII d'Hautecœur, [...] un vrai prince » (p. 155, l. 440-441). Sa mère est morte en couches. Il grandit chez un vieil abbé, son oncle. Il vécut une enfance difficile comme s'il était un « enfant pauvre » (p. 160, l. 120). Il apprit sa véritable place dans la société deux ans avant les faits du récit, lorsque son père s'est décidé à l'appeler. C'était « un diable » (p. 161, l. 129) selon son oncle. Son père voulait le faire devenir prêtre mais il a abandonné cette conviction.

### Les Hubert
Les Hubert présents dans Le Rêve vont être introduits dès le premier chapitre, à partir de la page 15. Hubert et Hubertine habitent Beaumont et vivent en tant que chasubliers. Ces personnages vont être importants car ils vont former la nouvelle famille d'Angélique à la suite de la maltraitance qu'elle a subie chez les Rabier, qui la battaient, l'insultaient et la nourrissaient mal. Les Hubert vont faire la connaissance d'Angélique au moment où ils  l'aperçoivent devant la cathédrale de la ville, dans le froid glacial qui l'immobilisait (page 16) . Alors pleins de bienveillance et de pitié, ils décident de recueillir Angélique sous leur toit pour en apprendre plus sur elle. Puis, dès le chapitre 2, ils prennent la décision de s'occuper d'elle.
En ce qui concerne leur physique, Hubert et Hubertine sont décrits à la page 15. De la ligne 116 à 119, il est dit d'Hubert qu'« il a le visage tourmenté avec le nez en forme de bec d'aigle, un front bossu, couronné de cheveux épais et blanc ». Il est âgé de 45 ans. A la ligne 122, on peut lire d'Hubertine qu'elle était « très belle » et à la ligne 130 : « Elle était d’une beauté merveilleuse ».
En ce qui concerne leur caractère, Hubert et Hubertine sont très empathiques (ligne 15 page 23). Derrière cette gentillesse se cache un chagrin qui les ronge depuis vingt ans, la mort de leur unique enfant juste après sa naissance. Ils désespèrent depuis, car ils sont stériles et ne peuvent plus avoir d'enfant (page 15 ligne 137). Ils veulent alors considérer Angélique comme leur fille biologique. Angélique va réussir à vivre en paix avec eux, après la maltraitance subie auprès de son ancienne famille.

## Thèmes

### Maladie d'Angélique
Causes
La maladie d’Angélique est causée par plusieurs facteurs moraux. Elle est due, premièrement, au mariage de Félicien avec Mlle de Voincourt (chapitre XI, l. 141-143). Deuxièmement, M. Hautecœur ayant refusé son mariage avec Félicien, cela l'a affectée (chapitre XI, l. 382). Dernièrement, son mal-être est dû à l'éloignement forcé de Félicien par ses parents (chapitres XI-XII).
Symptômes
Cette maladie est décrite par de nombreux symptômes tels que :
- L'insomnie (chapitre XII, l. 1)
- La fièvre (chapitre XII, l. 8)
- Les visions (chapitre XII, l. 329-334)
- Les évanouissements (chapitre XIV, l. 38)
- La suffocation (chapitre XIV l. 333)
- Une nouvelle série de crises de charité (chapitre XI, l. 199)
- La crise d’angoisse (chapitre XI, l. 270)
- L'épuisement (chapitre XI, l. 358-360)
- L'amaigrissement (chapitre XI, l. 366)

Conséquences
Ces symptômes ont pour conséquences son heureux mariage avec son âme sœur, Félicien (chapitre XIV) et sa triste mort (chapitre XIV, l. 339).
Type de maladie
Angélique est atteinte d’une maladie peu commune. Au début du roman, on peut comprendre qu'Angélique est folle, elle ne sait pas faire la différence entre le rêve et la réalité. De plus, tout au long de l'histoire, on peut suivre sa relation avec Félicien. Arrivée à l’âge de se marier, Angélique n’obtient pas l’autorisation du père de Félicien. Les deux amants doivent donc mettre fin à cette relation, ce qui cause à Angélique une maladie qui la détruit de l’intérieur, que l’on pourrait appeler aujourd’hui une dépression causée par son « chagrin d’amour ».

### Conte de fées
Dans le livre Le Rêve de Zola, nous pouvons retrouver des passages ou même des personnages tirés du conte de fées. Le conte de fées fleurit au XVIIe siècle avec notamment Charles Perrault qui a écrit plusieurs contes comme Cendrillon et Peau d'Âne.
Un conte est écrit dans un cadre rêvé avec des personnages peu nombreux et facilement identifiables : bons ou méchants. Prenons comme exemple le conte de Cendrillon. La jeune fille est le personnage principal, elle est « gracieuse » tandis que sa belle-mère est « cruelle ».
Dans Le Rêve, nous pouvons faire un rapprochement avec le conte d’Andersen La Petite Fille aux allumettes. L'auteur raconte la vie d’une fillette pauvre, dormant en face d'une église et essayant de vendre des paquets d’allumettes pour se faire un minimum d’argent. Mais, à chaque fin de journée, cette dernière n'avait pas vendu le moindre paquet d’allumettes. Tremblante de froid et de faim, elle traînait de rue en rue. Le début de ce roman est similaire à celui du Rêve.
La suite de ce thème est basée sur l’expression populaire du « conte de fées » et non le genre merveilleux.
Nous pouvons le voir avec Hubertine. Son apparition dans le livre, à la page 15, peut être perçue comme « la sauveuse d'Angélique ». Ce passage notamment est relatif au conte de fées, qui joue avec le hasard. Par ailleurs, nous apprenons au chapitre XIV, page 236, qu’Hubertine est obsédée par la recherche du pardon de sa mère et pense que cette enfant, Angélique, est « la récompense de [leur] charité ». Cela peut faire penser à la fin de La Belle et la Bête, écrit par Jeanne-Marie Leprince de Beaumont.
Ensuite, le personnage d’Angélique a les caractéristiques même de celui d’un conte de fées. En effet, dès le chapitre III, elle est présentée comme une petite fille innocente qui croit connaître tout de la vie, le bien et le mal. De plus, son rêve, expliqué à la page 64, illustre la rencontre avec un homme « riche comme un roi [et] beau comme un dieu ». C'est le rêve de toutes les filles dans les contes de fées. Enfin, sa résurrection au chapitre XIII page 228 est de l'ordre du fantastique que l’on peut retrouver dans les contes de fées.
Pour sa part, Félicien, est aussi un personnage qui peut évoquer celui d'un conte de fées. D’une part, lors de sa rencontre avec Angélique, chapitre V page 96 : il va sauver, au péril de sa vie, une camisole emportée par le courant de la rivière. L’idée que l’homme mette sa vie en danger pour la femme sans la connaître est un attribut du conte de fée. Puis, le coup de foudre que Félicien ressent pour Angélique est un cliché qui est repris dans beaucoup de contes de fées. Par exemple, dans Cendrillon de Charles Perrault, le prince tombe amoureux de la fille pauvre et innocente au premier regard. Ensuite, leur déclaration d’amour, racontée chapitre V page 109, est dans un contexte très proche de celui du conte de fée. Cela se passe la nuit, au balcon d’Angélique, qui se décide au dernier moment. Par la suite, au chapitre VI page 112, Félicien revient par hasard dans l'histoire, quand on s’y attend le moins. Cette idée est aussi une référence au conte de fées puisque l’auteur joue avec le hasard.
De plus, des situations rappellent le conte de fées. Par exemple, au chapitre III page 60, il nous est expliqué qu’Angélique entend des voix et a déjà vu des revenants, des âmes qui reviennent la nuit. Ce concept paranormal est souvent rattaché au conte de fées. De même, la différence de classe sociale entre les deux personnages amoureux qui entraîne par la suite un mariage impossible (chapitre VIII, page 155) est caractéristique des contes de fées.
La fin du Rêve de Zola et du Petit chaperon rouge de Perrault sont similaires puisque nous croyons à une fin heureuse comme pour tous les contes de fées, mais au contraire, les deux protagonistes meurent alors qu’ils touchaient à leur rêve.

### Amour
À partir du chapitre IV, le livre se centre sur l’amour entre les personnages d'Angélique et Félicien. C'est à la fin de ce chapitre qu'Angélique s’accoude au bord de la fenêtre, chaque soir à la même heure, afin de retrouver l’ombre dont elle est amoureuse. Le lecteur saura plus tard que cette ombre n’est autre que Félicien. Les deux personnages tombent amoureux au premier regard (p. 89, l. 463-472).
C’est à partir du chapitre V que tout commence réellement entre les deux personnages. En effet, après plusieurs jours à se jeter des regards furtifs (p. 94, l. 80), Félicien est « gêné dès qu'elle le surprenait ainsi, tourné vers elle ». Il lui déclare son amour (p. 109, l. 508). Cependant, et contre toute attente, à la suite de la déclaration de la personne qu'elle aime, Angélique se met à le fuir. À la suite de cela, Angélique essaye de l'oublier sans grand succès. Cette jeune fille n'est pas à l'aise avec les sentiments et essaye de remplacer son amour par de la colère (p. 105, l. 385). De plus, étant chrétienne, elle se pose la question de savoir si elle a péché ou non en tombant amoureuse de ce jeune homme. N'ayant pas la réponse à sa question, elle décide de s'éloigner de la personne qu'elle aime pour se punir tout en se comparant aux martyrs notamment aux lignes 391-394, chapitre VI. Pour finir, elle veut l’éloigner d’elle et essaye de se faire passer pour une autre, ce qui ferait fuir Félicien. A la ligne 409 du chapitre VI, le narrateur nous explique qu’Angélique répond « de son ancienne voix des mauvais jours » pour paraître hautaine puis, aux lignes 417-418, on comprend que la jeune fille semble être vénale. Félicien en est déçu mais ne se décourage pas et pense qu’elle fait semblant d’être méchante.
Au cours de leur histoire d’amour, Angélique et Félicien rencontrent de nombreux obstacles. En effet, lorsque Angélique parle de ses sentiments envers le jeune homme (page 166, ligne 276, chapitre IX) à Hubertine, cette dernière lui explique qu'il n’y a que « le devoir et l'obéissance qui fassent le bonheur » (lignes 331-334, chapitre IX). Ensuite, Monseigneur d'Hautecœur, le père de Félicien, s'oppose d'abord à leur union, et promet de marier Félicien, de peur qu'il ne fugue (lignes 365-367, chapitre IX). Cette nouvelle donne une raison de plus à Hubertine d’interdire ce mariage. Enfin, la société est opposée à leur mariage en raison de leurs classes sociales trop différentes et des façons de penser de l’époque (lignes 384-386, page 67, chapitre III). Félicien est promis à une « mademoiselle » (lignes 371 page 169) qui est de haute classe sociale.
Cependant, les deux amoureux sont très attachés l'un à l'autre. C’est pour cela qu'ils décident de dépasser sérieusement les obstacles qu’ils rencontrent. Angélique va supplier le père de Félicien, l'évêque, afin qu’il donne son accord pour le mariage (lignes 360 page 184 chapitre IX). Puis, voyant sa fille mourir petit à petit de chagrin, Hubertine réfléchit longuement à la situation. Quand Angélique est sur son lit de mort, sa mère se résigne à donner son accord, même si ce n’est pas dit explicitement (lignes 382-384, page 228). De plus, la décision de l’évêque entraîne Hubertine à changer d’avis, ce qui aide les deux amants. Monseigneur d’Hautecœur comprenant l'amour qu'il y a entre les deux personnages, elle décide de ne plus s’opposer à leur union (ligne 366, page 228, chapitre XIII et ligne 394, page 229). Grâce à cela, Angélique échappe de peu à la mort. La société, quant à elle, accepte leur mariage grâce à l’évêque qui la représente.
Le livre ne se concentre que sur deux couples, Angélique et Félicien, et Hubert et Hubertine, des brodeurs qui ont accueilli Angélique lorsqu'elle était enfant. A la page 15 du chapitre I, ligne 127, le narrateur nous explique que comme le mariage d’Angélique et Félicien, celui d'Hubert et Hubertine n’était pas accepté. En effet, la mère d'Hubertine n'a pas voulu que sa fille se marie avec Hubert. Mais cette dernière ne l’a pas écoutée et a décidé de s’unir au brodeur (ligne 139 page 15 du chapitre I). À la suite de cela, sa mère l'a maudite et, juste avant de mourir, elle leur fait croire qu'elle a déshérité sa fille (lignes 340-342, page 168, chapitre IX). Les deux mariages sont considérés comme impurs aux yeux de la société. Cependant, le mariage d'Angélique finit par recevoir la bénédiction de tous, contrairement à celui d'Hubertine.

### Religion
La religion est un thème majeur du roman puisqu'elle est évoquée dans la quasi-totalité du livre.
Le personnage principal, Angélique, a sa vie basée sur la religion. De plus, elle admire les martyres, si bien qu'elle veut en devenir une, comme Sainte Agnès (page 212). On voit par exemple qu'elle ne peut plus se passer de la religion. En effet, lorsqu'elle est seule et abandonnée dans le premier chapitre (page 11), elle se réfugie sous la voûte d’une église, entourée de statues religieuses qui, selon elle, la protègent. Puis elle est recueillie par les Hubert, qui habitent près de la cathédrale et qui sont très croyants. Angélique veut ensuite se marier avec Jésus dans le chapitre 3 (page 70). Elle adore aussi les récits religieux, et elle n'a qu'un seul et unique livre à lire : « elle recommença, chaque soir, sous la lampe, à relire son antique exemplaire de La Légende dorée » (page 187).
Ensuite, la religion est importante pour d’autres personnages comme Félicien, dont le père, Monseigneur d'Hautecœur, est évêque de la cathédrale de Beaumont. Page 175, Zola écrit : « le fils de sa chair… » ; et page 217, ligne 59 : « l'évêque dit d’une voix grave ».
Pour la ville, la religion est importante puisqu'elle possède une grande cathédrale. Il est dit page 216 ligne 44 : « qu'Hubertine écoutait les bruits de la cathédrale », puis les habitants se retrouvent pour la « Procession des Miracles ». Zola donne une image positive de la religion dans son livre. Angélique est passionnée par la religion et entend même des voix qu’elle pense être celles des bâtiments religieux, comme à la page 212, ligne 293 : « [elle entend des voix que jamais elle n'a entendu parler aussi haut […] et le Clos-Marie l’encourage à ne pas gâter son existence et la sienne] ».
Les religieux sont d’abord un obstacle pour Angélique puisque Monseigneur d'Hautecœur ne veut pas que Félicien se marie avec elle. Quand elle le lui demande, l’évêque lui répond à la page 184 ligne 382 : « Jamais ! ». La religion est aussi une aide pour Angélique car elle la calme durant ses crises d’hystérie dans le chapitre 2 (page 32), et quand Monseigneur d'Hautecœur, autorité ecclésiastique, accepte finalement qu’elle se marie avec Félicien (page 220) : « si Dieu le veut ».

## Adaptations

### Opéra
- Le Rêve, opéra d'Alfred Bruneau (1891)

### Cinéma
- Le Rêve, film français de Jacques de Baroncelli (1921)
- Le Rêve, film français de Jacques de Baroncelli (1931)